# Град Лесковац
Град Лесковац (на сръбски: Град Лесковац или Grad Leskovac) е административна единица с ранг на община в Югоизточна Сърбия, Ябланишки окръг. Заема площ от 1025 км2. Административен център е Лесковац.

## История
Административната единица Град Лесковац е създадена през 2007 г. чрез Закона за териториалната организация на Република Сърбия, като обхваща територията на старата Лесковашка община.

## Население
Според преброяването от 2011 г. населението на Град Лесковац възлиза на 144 206 души. Гъстотата е 143 души/km².

### Етнически състав[4]
- сърби – 133 623 жители
- цигани – 7700 жители
- македонци – 291 жители
- черногорци – 192 жители
- българи – 91 жители
- югославяни – 88 жители
- хървати – 55 жители
- албанци – 20 жители
- мюсюлмани – 19 жители
- германци – 19 жители
- словенци – 19 жители
- унгарци – 15 жители
- руснаци – 13 жители
- словаци – 9 жители
- украинци – 8 жители
- бошняци – 5 жители
- горанци – 4 жители
- румънци – 4 жители
- власи – 2 жители
- русини – 2 жители
- други – 96 жители
- неизяснени – 965 жители
- регионална принадлежност – 16 жители
- неизвестно – 950 жители

## Селищна мрежа
В границите на Град Лесковац влизат 144 населени места.
4 града: Лесковац, Вуче, Гърделица и Предеяне.
140 села:
| - Бабичко - Бадинце - Баре - Белановце - Бели поток - Бистрица - Бобище - Богоевце - Боишина - Бочевица - Братмиловце - Брестовац - Бреяновце - Бричевле - Букова глава - Бунушки Чифлук - Бърза - Велика Биляница - Велика Грабовница - Велика Копашница - Велика Сеяница - Велико Търняне - Виле Коло - Вина - Винарце - Власе - Гагинце - Голема нива | - Горина - Горна Бунуша - Горна Купиновица - Горна Локошница - Горна Яина - Горна Слатина - Горни Буниброд - Горно Краинце - Горно Синковце - Горно Стопане - Горно Търняне - Градачница - Граевце - Граово - Губеревац - Гърданица - Гърделица (село) - Дедина бара - Добротин - Долна Бунуша - Долна Купиновица - Долна Локошница - Долна Слатина - Долна Яина - Долни Буниброд - Долно Брияне - Долно Краинце - Долно Синковце | - Долно Стопане - Долно Търняне - Драшковац - Душаново - Дърводеля - Дърчевац - Жабляне - Живково - Жижавица - Загужане - Залужне - Злокучане - Злочудово - Золево - Игрище - Йелашница - Калуджерце - Караджорджевац - Кащавар - Ковачева бара - Козаре - Корачевац - Кърпейце - Кукуловце - Кумарево - Кутлеш - Липовица - Личин дол | - Мала Биляница - Мала Грабовница - Мала Копашница - Манойловце - Меджа - Мелово - Миланово - Мирошевце - Мърковица - Мърщане - Навалин - Накриван - Несвърта - Ново село - Номаница - Ораовица (Гърделица) - Ораовица (Църковница) - Орашац - Оруглица - Падеж - Паликуча - Палойце - Петровац - Печеневце - Пискупово - Подримце - Предеяне (село) - Пресечина | - Прибой - Равни дел - Радоница - Разгойна - Райно поле - Рударе - Свирце - Славуевце - Слатина - Смърдан - Стройковце - Струпница - Сушевле - Тодоровце - Тулово) - Тупаловце - Турековац - Цървени Брег - Църковница - Църцавац - Чекмин - Чифлук Разгойнски - Чукленик - Шаиновац - Шарлинце - Шишинце - Ярсеново - Яшуня |